# Mārtiņš Blūms
Mārtiņš Blūms, né le 17 octobre 1995 à Cēsis, est un coureur cycliste letton pratiquant le VTT cross-country.

## Palmarès en VTT

### Championnats du monde
- Les Gets 2022
  - 5e du cross-country short track

### Coupe du monde
- Coupe du monde de cross-country moins de 23 ans (1)
  - 2015 : 20e du classement général
  - 2016 : 32e du classement général
  - 2017 : 1er du classement général, 2 manches remportées (Lenzerheide et Mont Sainte-Anne)

- Coupe du monde de cross-country élites
  - 2018 : 63e du classement général
  - 2019 : 53e du classement général
  - 2020 : pas de classement général
  - 2021 : 46e du classement général
  - 2022 : 31e du classement général
  - 2023 : 10e du classement général

- Coupe du monde de cross-country short track
  - 2022 : 28e du classement général
  - 2023 : 9e du classement général

### Championnats nationaux
| - 2013 - Champion de Lettonie de cross-country juniors - 2015 - 2e du championnat de Lettonie de cross-country - 2e du championnat de Lettonie de cross-country marathon - 2016 - Champion de Lettonie de cross-country - 2017 - Champion de Lettonie de cross-country marathon - 2e du championnat de Lettonie de cross-country - 2018 - 2e du championnat de Lettonie de cross-country - 2019 - Champion de Lettonie de cross-country | - 2020 - Champion de Lettonie de cross-country - 2021 - Champion de Lettonie de cross-country - 2022 - Champion de Lettonie de cross-country - 2023 - Champion de Lettonie de cross-country - 2024 - Champion de Lettonie de cross-country - Champion de Lettonie de cross-country short track |  |

## Classements mondiaux
| Année           | 2018   |
| --------------- | ------ |
| UCI Europe Tour | 1 008e |

## Distinctions
- Cycliste letton de l'année : 2017 et 2021